# Brennisteinsfjöll
Brennisteinsfjöll – system wulkaniczny leżący na wschód od jeziora Kleifarvatn w południowo-zachodniej Islandii. System składa się z licznych kraterów na linii północny wschód – południowy zachód na długości ok. 45–50 km oraz niewielkich wulkanów tarczowych. Rozległe obszary pokrywają pola lawy bazaltowej.
Wybuch Brennisteinsfjölla z roku 1000 n.e. jest utożsamiany z erupcją wulkanu podczas posiedzenia Þingvellir. Ostatnia erupcja miała miejsce w XIV w.